# Gloriana Villalobos
Gloriana de Jesús Villalobos Vega (sinh ngày 20 tháng 8 năm 1999) là một nữ cầu thủ bóng đá chơi trong vai trò tiền vệ người Costa Rica. Năm 2014, cô ra mắt với vai trò là cầu thủ của đội tuyển bóng đá nữ quốc gia Costa Rica khi chỉ mới 14 tuổi.

## Sự nghiệp quốc tế
Vào tháng 1 năm 2014, Villaobos, chưa tròn 15 tuổi tham gia cùng đội tuyển quốc gia Costa Rica tham dự vòng loại FIFA World Cup Bóng đá nữ U-20 2014, xuất hiện trong tất cả năm trận đấu tại Giải vô địch Bóng đá nữ U20 tuổi CONCACAF tổ chức tại Quần đảo Cayman.
Sau đó, cô trở nên nổi tiếng trên toàn quốc vào tháng 3 năm 2014, khi Costa Rica tổ chức FIFA World Cup Bóng đá nữ U17 vào năm 2014. Cô xuất hiện trong cả ba trận đấu khi đất nước đăng cai sự kiện bóng đá FIFA đầu tiên.
Vào tháng 5 năm 2014, Villalobos nhận được lời yêu cầu đầu tiên của mình tới đội tuyển quốc gia chính thức ở khu vực Trung Mỹ của vòng loại Giải vô địch nữ CONCACAF 2014, bước đầu tiên hướng tới World Cup FIFA 2015. Villalobos ghi bàn trong trận đấu cuối cùng của đội để giúp Costa Rica tiến sâu hơn tại giải đấu. Trong trận đấu play-off để xác định đội nào được quyền tham dự Thế vận hội Pan American, Villalobos cũng tham gia trong chiến thắng 3-0 của Costa Rica.
Tại World Cup U-20 dành cho nữ tại Canada vào tháng 8 năm 2014, Villalobos chơi tất cả 270 phút nhưng Costa Rica đã bị loại ở vòng bảng một lần nữa.
Năm 2017, Villalobos gia nhập đội bóng đá nữ Florida State Seminoles.